# 勒内-勒瓦瑟岛

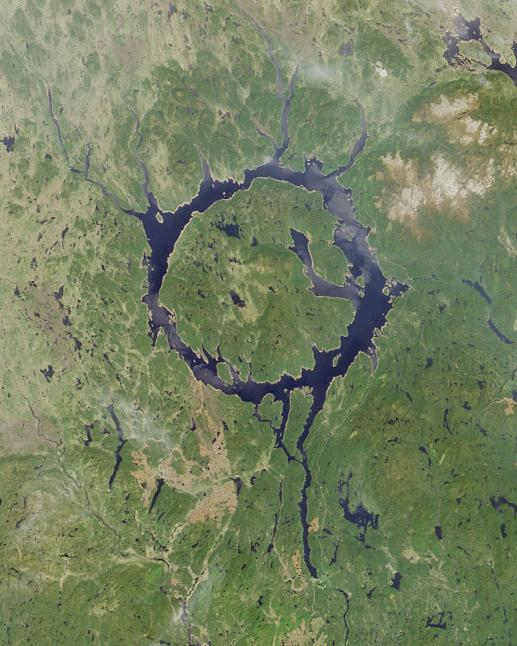

type:isle scale:1000000 51°23′50″N 68°41′30″W / 51.39722°N 68.69167°W
勒内-勒瓦瑟岛（法語：Île René-Levasseur），是加拿大東部魁北克省路易斯巴貝爾生態保護區內曼尼古根湖（Lake Manicouagan）中央的一個大型無人湖島，最高點為海拔高度952米（3123英尺）的巴貝爾山，總面積達2020平方公里（直徑72公里），甚至比其所在的環形湖更大，為世界第二大的湖岛（最大的是休伦湖的馬尼圖林島）。
该岛及其所在湖泊的地质构造是2.14亿年前一颗陨石撞击所形成的陨石坑。据信，陨石直径约为5公里，以17公里/秒的速度撞击地球（这亦是地球上第五强的已知陨石撞击），形成了一个直径约100公里的陨石坑。陨石坑後來於1970年被洪水淹没时形成了两个新月形湖泊：西侧的穆沙拉干湖和东侧的马尼卡干湖，坑中地勢較高處順勢变成了一个人工湖心岛。

## 外部連結
- Information on the island

1. ↑  . www.worldislandinfo.com.   [2019-05-03]. （原始内容存档于2011-09-28）.